# Балабан, Михаил Сергеевич
Михаи́л Серге́евич Балаба́н (укр. Михайло Сергійович Балабан; 19 сентября 1990, Харьков, УССР, СССР) — украинский хоккеист, вратарь.

## Карьера

### Клубная
Начал играть в 8 лет в хоккейном клубе "Дружба 78" у главного тренера Правилова Ивана Николаевича. В 2005—2008 годах играл за подмосковский "Химик". В 2008 году вернулся на Украину в столичный клуб "Сокол", где дважды становился чемпионом Украины (2008, 2010), проведя несколько матчей. В начале 2011 года во время дозаявочной кампании перешёл в клуб первой лиги "Буран", стал чемпионом первенства России региона «Центр».

### В сборной
За национальную сборную Украины провел 3 матча (12 пропущенных шайб), несмотря на что признавался одним из лучших игроков в сборной Украины. По заявлениям тренера сборной Украины, Балабан является одним из пяти игроков, играющих в сборной на высоком уровне.

## Достижения
- Чемпион Украины (2008, 2010).
- Чемпион первенства России по хоккею с шайбой среди клубных команд региона «Центр» (2011).
- Чемпион Украины (ПХЛ) (2013).